# Ново-Место
Но́во-Ме́сто (словен. Novo mesto) — город в юго-восточной части Словении, на реке Крка. Является столицей исторической области Нижняя Крайна. Население — 23 878 жителей (2021).

## Этимология
Основан австрийским герцогом Рудольфом IV 7 апреля 1365 года под названием Рудольферде (словен. Růdolfswerde) (в 1392 году упоминается как Рудольферд, а в 1419 году значится под названием Ново-Место). Название объединяет в себе личное имя Рудольф, а также слово верт — «остров, полуостров, суша над морем». Также параллельно использовалось немецкое название Нойштадт (нем. Neustadtl). Словенское название Нове-Место переводится как новый город. Подобные топонимы распространены в Европе и обычно относятся к поселениям, построенным на месте более древних, сожжённых или разрушенных. В период 1865—1918 годов город имел название Рудольфово (словен. Rudolfovo). После Первой мировой войны и распада Австро-Венгрии населённый пункт вошёл в состав Королевства Югославия и был официально переименован в Ново-место.

## Инфраструктура
В городе располагается фармацевтическая компания Krka, государственная компания по производству автокомпонентов «TPV Group»; баскетбольный клуб «Крка».

## Климат
| Показатель                                                | Янв.  | Фев.  | Март | Апр. | Май  | Июнь | Июль | Авг. | Сен. | Окт. | Нояб. | Дек.  | Год   |
| --------------------------------------------------------- | ----- | ----- | ---- | ---- | ---- | ---- | ---- | ---- | ---- | ---- | ----- | ----- | ----- |
| Абсолютный максимум, °C                                   | 15,9  | 21,5  | 23,6 | 28,4 | 31,5 | 33,9 | 35,3 | 36,7 | 29,5 | 25,6 | 21,8  | 16,4  | 36,7  |
| Средний суточный максимум, °C                             | 4,1   | 7,8   | 12,0 | 16,3 | 21,1 | 24,5 | 26,5 | 26,9 | 21,6 | 15,1 | 8,8   | 3,7   | 15,7  |
| Средняя температура, °C                                   | 0,4   | 2,1   | 6,4  | 10,6 | 15,4 | 18,9 | 20,5 | 20,4 | 15,5 | 10,4 | 5,2   | 0,4   | 10,5  |
| Средний суточный минимум, °C                              | −2,6  | −2,7  | 1,3  | 5,0  | 9,4  | 13,1 | 14,5 | 14,7 | 10,8 | 6,8  | 2,4   | −2,2  | 5,9   |
| Абсолютный минимум, °C                                    | −18,6 | −15,8 | −8,7 | −4,2 | 1,0  | 5,0  | 7,0  | 5,6  | 1,0  | −6,6 | −10,6 | −17,1 | −18,6 |
| Норма осадков, мм                                         | 47    | 49    | 58   | 83   | 97   | 125  | 99   | 112  | 126  | 137  | 128   | 102   | 1163  |
| Источник: Podatki za nekatere postaje v obdobju 1991-2000 |       |       |      |      |      |      |      |      |      |      |       |       |       |

## Города-побратимы
- Новороссийск (Россия)
- Приедор (Босния и Герцеговина)

## Известные уроженцы
- Божидар Якац (1899 - 1989) — словенский художник.
- Мелания Трамп (27.04.1970) —  американская фотомодель, дизайнер наручных часов и ювелирных изделий. Супруга 45-го и избранного 47-го президента США Дональда Трампа.